# Erica pumila
Erica pumila är en ljungväxtart som beskrevs av Gábor Gabriel Andreánszky. Erica pumila ingår i släktet klockljungssläktet, och familjen ljungväxter. Inga underarter finns listade i Catalogue of Life.